# WME Awards
O Woman's Music Event Awards, ou simplesmente WME Awards, é uma premiação anual dedicada às mulheres da música no Brasil. Criado em 2017, o prêmio reconhece cantoras, compositoras, DJs, instrumentistas, produtoras, jornalistas, diretoras de videoclipes, empreendedoras musicais e radialistas.

## História
Woman's Music Event (WME), criada por Claudia Assef e Monique Dardenne em 2016, é uma plataforma de música, negócios e tecnologia, com o "intuito de ser tornar o eixo central em torno dos eventos focados no universo musical feminino que surgem a cada dia no Brasil". Com o objetivo de reconhecer a importância do feminino no mercado da música do país, Assef, Dardenne e Fátima Pissarra, se juntaram para criar o WME Awards, primeiro prêmio brasileiro da música focado nas mulheres. A primeira edição da premiação foi em parceria com o serviço Vevo Brasil, e foi realizada em 28 de novembro de 2017, na cidade de São Paulo. A partir da segunda edição em 2018, a premiação passou a ser promovida pela Music2!, empresa fundada por Pissarra. Em 2019, a premiação foi transmitida ao vivo pela primeira vez na TNT. Em 2023, passou a ser promovida pela Billboard Brasil.

## Edições
| #   | Data                   | Local                 | Cidade    | Apresentadora(s)                      | Ref.   |
| --- | ---------------------- | --------------------- | --------- | ------------------------------------- | ------ |
| 1.ª | 28 de novembro de 2017 | Cine Joia             | São Paulo | Preta Gil                             | [ 8 ]  |
| 2.ª | 4 de dezembro de 2018  | Cine Joia             | São Paulo | Preta Gil                             | [ 9 ]  |
| 3.ª | 3 de dezembro de 2019  | Audio                 | São Paulo | Preta Gil                             | [ 10 ] |
| 4.ª | 8 de dezembro de 2020  | Auditório Ibirapuera  | São Paulo | Preta Gil e Karol Conká               | [ 11 ] |
| 5.ª | 16 de dezembro de 2021 | Teatro B32            | São Paulo | Preta Gil                             | [ 12 ] |
| 6.ª | 21 de dezembro de 2022 | Audio                 | São Paulo | Preta Gil                             | [ 13 ] |
| 7.ª | 14 de dezembro de 2023 | Teatro Sérgio Cardoso | São Paulo | Preta Gil                             | [ 14 ] |
| 8.ª | 17 de dezembro de 2024 | Teatro Renault        | São Paulo | Luísa Sonza, Karol Conká e Paula Lima | [ 15 ] |

## Categorias

### Voto popular
As vencedoras das seguintes categorias são escolhidas por votos dos fãs.
- Álbum
- Cantora
- DJ
- Música Alternativa
- Música Latino-americana
- Música Mainstream
- Revelação
- Show
- Videoclipe

### Voto técnico
As vencedoras das seguintes categorias são escolhidas pelas embaixadoras do WME Awards.
- Compositora
- Diretora de Videoclipe
- Empreendedora Musical
- Instrumentista
- Jornalista Musical
- Produtora Musical
- Radialista

### Categorias extintas
- Melhor Música
- Música Popular
- Escuta as Minas por Spotify
- Live Musical
- Inovação na Web

## Homenageadas
- 2017: Rita Lee e Helena Meirelles[17]
- 2019: Gal Costa e Beth Carvalho[18]
- 2020: Alcione e Elis Regina[19]
- 2021: Sandra de Sá e Cássia Eller[20]
- 2022: Elza Soares e Margareth Menezes[21]
- 2023: Dona Onete e Rita Lee[6]
- 2024: Lia de Itamaracá e Nara Leão[22]